# Wild Horses (canción de Birdy)
«Wild Horses» es una canción de la cantautora inglesa Birdy. Fue lanzado en formato de descarga digital el 11 de marzo de 2016 en el Reino Unido, como el tercer sencillo promocional del álbum, Beautiful Lies (2016). La canción fue escrita por Birdy y John McDaid.

## Lista de sencillos
| Descarga Digital |               |          |  |
| N.º              | Título        | Duración |  |
| 1.               | «Wild Horses» | 3:05     |  |

## Rendimiento en las listas

### Listas semanales
| Lista (2016)                           | Mejor Posición |
| -------------------------------------- | -------------- |
| Escocia (Scottish Singles Sales Chart) | 39             |
| Reino Unido (UK Singles Chart)         | 86             |

## Fecha de lanzamiento
| País        | Fecha          | Formato          | Discográfica       |
| ----------- | -------------- | ---------------- | ------------------ |
| Reino Unido | 11 Marcha 2016 | Descarga digital | Warner Music Group |

- Datos: Q23418560

1. ↑  «Official Scottish Singles Sales Chart Top 100». (en inglés). Official Charts Company.
2. ↑  «Official Singles Chart Top 100». (en inglés). Official Charts Company.